# Conformidad

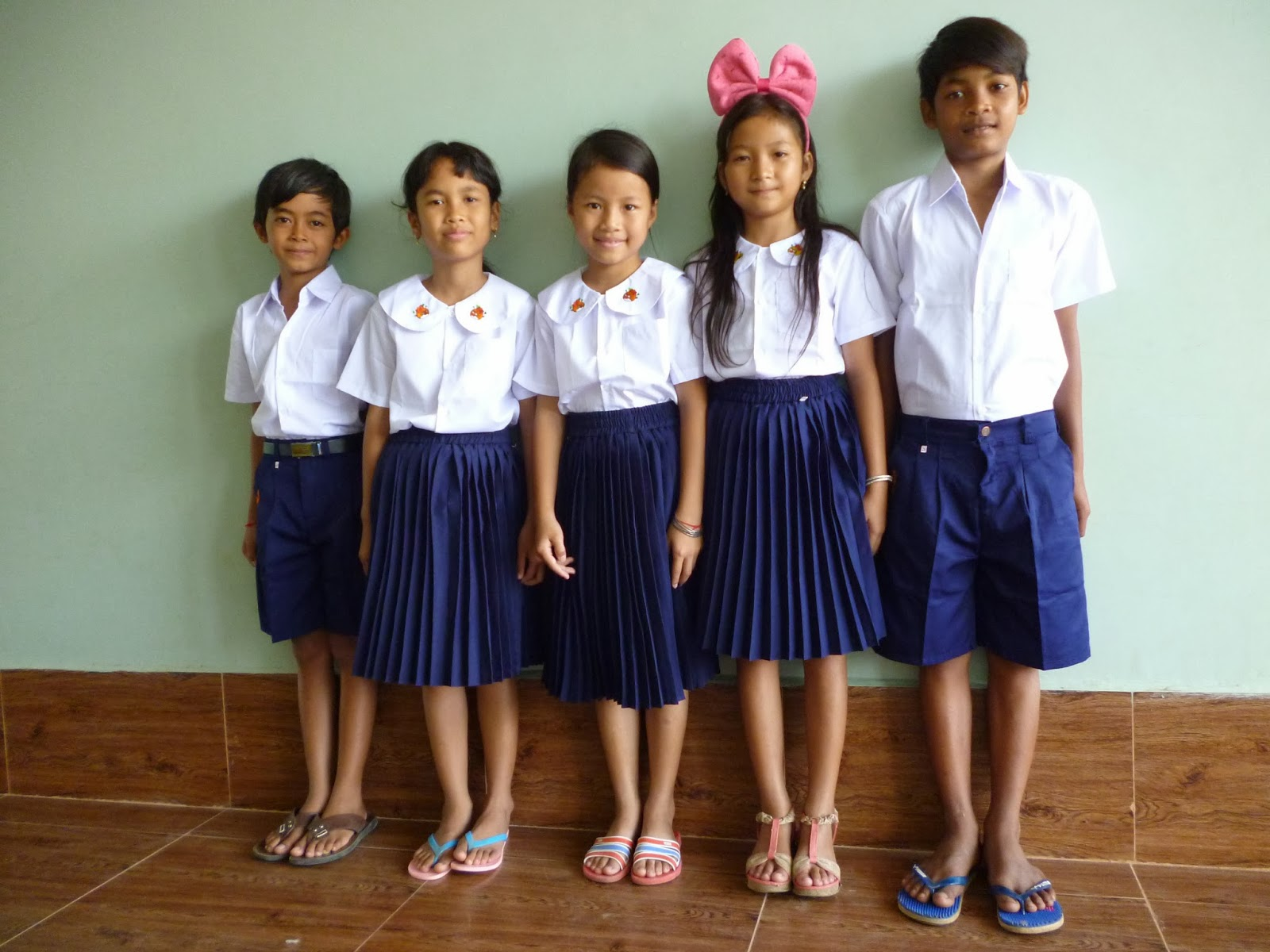
Niños con conformidad.

Conformidad o conformismo es el grado hasta el cual los miembros de un grupo social cambian su comportamiento, opiniones y actitudes para encajar con las opiniones del grupo.
Un grupo puede influenciar a sus miembros por medio de procesos subconscientes o a través de una manifiesta presión de pares sobre los individuos.
El tamaño del grupo, la unanimidad, cohesión social, estatus social, compromiso previo y opinión pública, ayudan a determinar el nivel de conformidad que un individuo reflejará hacia su grupo.
Conformidad es el acto de adecuar las actitudes, creencias y comportamientos al grupo normas, política o ser afín. Las normas son reglas implícitas y específicas, compartidas por un grupo de individuos, que guían sus interacciones con los demás. La gente suele elegir conformarse a la sociedad en lugar de perseguir sus deseos personales, porque a menudo es más fácil seguir el camino que otros ya han hecho, en lugar de forjar uno nuevo. Esta tendencia a conformarse se da en pequeños grupos o en la sociedad en su conjunto y puede ser el resultado de sutiles influencias inconscientes (estado mental predispuesto), o de una presión social directa y manifiesta. El conformismo puede producirse en presencia de otros o cuando un individuo está solo. Por ejemplo, las personas tienden a seguir las normas sociales cuando comen o cuando ven la televisión, aunque estén solas.
El Experimento de Conformidad de Asch demuestra la influencia que tiene la conformidad en las personas. En un experimento de laboratorio, Asch pidió a 50 estudiantes varones del Swarthmore College de Estados Unidos que participaran en una "prueba de visión". Asch colocó a un participante ingenuo en una sala con siete confederados/secuestros en una tarea de juicio de líneas. Al enfrentarse a la tarea de la línea, cada confederado ya había decidido qué respuesta daría. Los verdaderos miembros del grupo experimental se sentaban en la última posición, mientras que los demás eran experimentadores preestablecidos que daban respuestas aparentemente incorrectas al unísono; Asch registró la respuesta de la última persona para analizar la influencia de la conformidad. Los resultados fueron los siguientes: por término medio, cerca de un tercio (32%) de los participantes que se pusieron en esta situación se pusieron del lado de la mayoría claramente incorrecta en los ensayos críticos. En los 12 ensayos críticos, alrededor del 75% de los participantes se conformaron al menos una vez. Después de ser entrevistados, los sujetos reconocieron que en realidad no estaban de acuerdo con las respuestas dadas por los demás. Sin embargo, la mayoría de ellos creen que los grupos son más sabios o no quieren parecer inconformistas y optan por repetir el mismo error evidente. De ello se desprende que la conformidad tiene un poderoso efecto en la percepción y el comportamiento humano, incluso hasta el punto de que puede fingirse en contra del sistema de creencias básico de una persona.
El cambio de nuestros comportamientos para ajustarse a las respuestas de los demás, que es la conformidad, puede ser consciente o no. Las personas tienen una tendencia intrínseca a imitar inconscientemente los comportamientos de los demás, como los gestos, el lenguaje, la velocidad al hablar y otras acciones de las personas con las que interactúan. Hay otras dos razones principales para la conformidad: influencia informativa y influencia normativa. Las personas muestran conformidad en respuesta a la influencia informativa cuando creen que el grupo está mejor informado, o en respuesta a la influencia normativa cuando tienen miedo al rechazo. Cuando la norma defendida podría ser correcta, la influencia informativa es más importante que la influencia normativa, mientras que en caso contrario domina la influencia normativa.
Las personas suelen conformarse por un deseo de seguridad dentro de un grupo, también conocido como influencia normativa-por lo general, un grupo de edad, cultura, religión o estatus educativo similares. A menudo se denomina groupthink: un patrón de pensamiento caracterizado por el autoengaño, la fabricación forzada del consentimiento y la conformidad con los valores y la ética del grupo, que ignora la evaluación realista de otros cursos de acción. La falta de conformidad conlleva el riesgo de rechazo social. El conformismo se asocia a menudo en los medios de comunicación con la adolescencia y la cultura juvenil, pero afecta fuertemente a los seres humanos de todas las edades.
Aunque la presión de grupo puede manifestarse negativamente, el conformismo puede considerarse bueno o malo. Conducir por el lado de la carretera aprobado convencionalmente puede considerarse una conformidad beneficiosa. Con la influencia ambiental adecuada, el conformismo, en los primeros años de la infancia, permite aprender y, por tanto, adoptar los comportamientos adecuados necesarios para interactuar y desarrollarse "correctamente" dentro de la propia sociedad. La conformidad influye en la formación y el mantenimiento de las normas socialess, y ayuda a que las sociedades funcionen de forma fluida y predecible a través de la autoeliminación de los comportamientos considerados contrarios a las reglas no escritas.
Según Herbert Kelman, hay tres tipos de conformidad: 1) cumplimiento (que es la conformidad pública, y está motivada por la necesidad de aprobación o el miedo a la desaprobación; 2) identificación (que es un tipo de conformismo más profundo que el cumplimiento); 3) internalización (que es conformarse tanto pública como privadamente).
Los principales factores que influyen en el grado de conformidad son la cultura, el género, la edad, el tamaño del grupo, los factores situacionales y los diferentes estímulos. En algunos casos, la influencia de la minoría, un caso especial de influencia informativa, puede resistir la presión para conformarse e influir en la mayoría para que acepte las creencias o comportamientos de la minoría.

## Subtipos
Herbert Kelman identificó tres subtipos de conformidad:
- cumplimiento - estar de acuerdo solamente públicamente, pero manteniendo las opiniones propias en privado
- identificación - estar de acuerdo mientras se es miembro del grupo, pública y privadamente, pero no luego de abandonar el grupo
- internalización - estar de acuerdo pública y privadamente, durante y luego de ser miembro del grupo

Los sociólogos creen que 
- El cumplimiento es conformidad como resultado de una orden directa,
- mientras que la internalización es la conformidad que procede de la convicción total y absoluta en los propios actos.

Otra distinción puede hacerse entre:
- conformidad informacional (o influencia social informacional), que ocurre cuando uno recurre a miembros del grupo para obtener información sobre una situación ambigua (p. ej. al resolver un problema matemático difícil o decidir a donde ir al escaparse de un incendio)
- conformidad normativa (o influencia social normativa), que ocurre cuando uno está de acuerdo para ser apreciado o aceptado por los miembros del grupo

## Experimentos famosos sobre la conformidad
- El experimento del punto luminoso de Muzafer Sherif, que estuvo diseñado para medir hasta qué punto un participante, al pedírsele que resolviera un problema difícil, compararía (y adaptaría) su respuesta a la de los demás participantes (un tipo de conformidad llamado influencia social informacional).

- Los Experimentos de conformidad de Asch de Solomon Asch, cuyo desarrollo de la teoría de presión de pares ayudó grandemente en las disciplinas modernas de la Psicología.

- El Experimento de Milgram de Stanley Milgram, quien se propuso medir la disposición de un participante a obedecer órdenes de una autoridad, incluso cuando las mismas (en este caso, torturar a otros por medio de descargas eléctricas) estuviesen en conflicto con la conciencia personal del participante.

## Predictores específicos

### Cultura

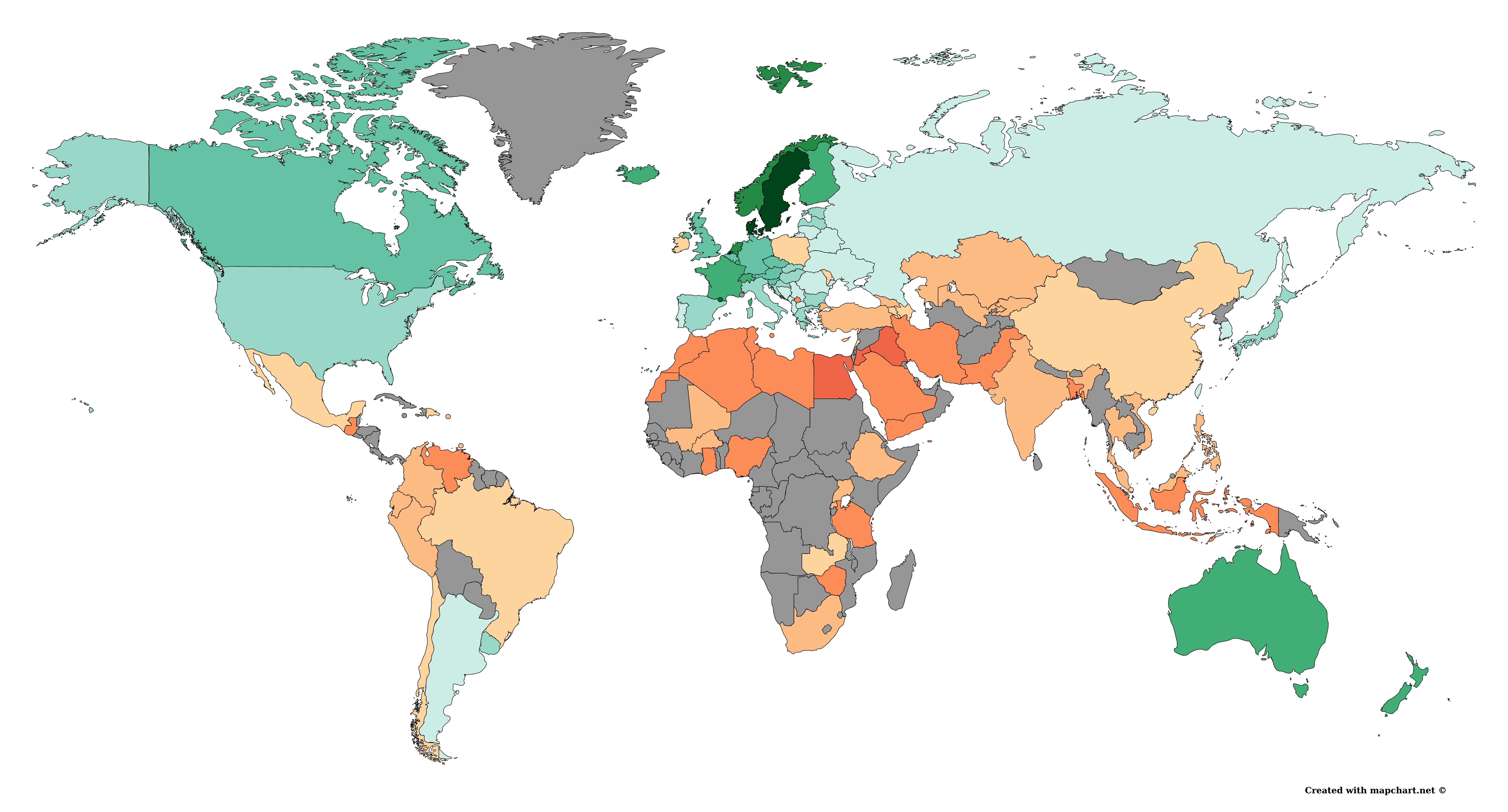
Individualism versus collectivism worldwide (5 de agosto de 2020) Descripción: los países coloreados en verde tienen culturas más individualistas que la media mundial. Los países coloreados en rojo tienen culturas relativamente colectivistas.

Stanley Milgram descubrió que los individuos de Noruega (de cultura colectivista) mostraban un mayor grado de conformidad que los individuos de Francia (de cultura individualista). De manera similar, Berry estudió dos poblaciones diferentes: los Temne (colectivistas) y los Inuit (individualistas) y encontró que los Temne se conformaban más que los Inuit cuando se les exponía a una tarea de conformidad.
Bond y Smith compararon 134 estudios en un metaanálisis y encontraron que existe una correlación positiva entre el nivel de valores colectivistas de un país y las tasas de conformidad en el paradigma de Asch. Bond y Smith también informaron de que la conformidad ha disminuido en los Estados Unidos a lo largo del tiempo.
Influidos por los escritos de los viajeros, eruditos o diplomáticos occidentales de finales del siglo XIX y principios del XX que visitaron Japón, como Basil Hall Chamberlain, George Trumbull Ladd y Percival Lowell, así como por el influyente libro de Ruth Benedict [El crisantemo y la espada]], muchos estudiosos de la cultura japonesa especularon con que habría una mayor propensión al conformismo en la cultura japonesa que en la estadounidense. Sin embargo, esta opinión no se formó sobre la base de pruebas empíricas recogidas de forma sistemática, sino sobre la base de anécdotas y observaciones casuales, que están sujetas a una variedad de sesgos cognitivos. Los estudios científicos modernos que comparan la conformidad en Japón y Estados Unidos muestran que los estadounidenses se conforman en general tanto como los japoneses y, en algunas situaciones, incluso más. El profesor de psicología Yohtaro Takano de la Universidad de Tokio, junto con Eiko Osaka revisaron cuatro estudios conductuales y descubrieron que la tasa de errores de conformidad que los sujetos japoneses manifestaban en el paradigma de Asch era similar a la que manifestaban los estadounidenses. El estudio publicado en 1970 por Robert Frager de la Universidad de California, Santa Cruz descubrió que el porcentaje de errores de conformidad dentro del paradigma de Asch era significativamente menor en Japón que en Estados Unidos, especialmente en la condición de premio. Otro estudio publicado en 2008, en el que se comparaba el nivel de conformidad entre los in-groups japoneses (compañeros de los mismos clubes universitarios) con el encontrado entre los estadounidenses, no encontró diferencias sustanciales en el nivel de conformidad manifestado por ambas naciones, incluso en el caso de los in-groups.

### Género
Las normas sociales a menudo establecen diferencias de género y los investigadores han informado de las diferencias en la forma en que los hombres y las mujeres se conforman a la influencia social. Por ejemplo, Alice Eagly y Linda Carli realizaron un metaanálisis de 148 estudios de influenciabilidad. Descubrieron que las mujeres son más persuasivas y más conformistas que los hombres en situaciones de presión grupal que implican vigilancia. Eagly ha propuesto que esta diferencia de sexo puede deberse a los diferentes roles sexuales en la sociedad. A las mujeres se les enseña generalmente a ser más agradables mientras que a los hombres se les enseña a ser más independientes.
La composición del grupo también influye en la conformidad. En un estudio realizado por Reitan y Shaw, se descubrió que los hombres y las mujeres se conformaban más cuando había participantes de ambos sexos frente a participantes del mismo sexo. Los sujetos de los grupos con ambos sexos se mostraban más aprensivos cuando había una discrepancia entre los miembros del grupo, por lo que los sujetos informaban de que dudaban de sus propios juicios.
Sistrunk y McDavid argumentaron que las mujeres se conformaban más debido a un sesgo metodológico. Argumentaron que debido a que los estereotipos utilizados en los estudios son generalmente masculinos (deportes, coches..) más que femeninos (cocina, moda..), las mujeres se sienten inseguras y se conforman más, lo que fue confirmado por sus resultados.

### Edad
La investigación ha observado diferencias de edad en la conformidad. Por ejemplo, una investigación con niños y adolescentes australianos de 3 a 17 años descubrió que la conformidad disminuye con la edad. Otro estudio examinó a individuos que tenían entre 18 y 91 años de edad.
Los resultados revelaron una tendencia similar: los participantes de más edad mostraron menos conformidad en comparación con los más jóvenes.
De la misma manera que se ha considerado que el género corresponde al estatus, también se ha argumentado que la edad tiene implicaciones de estatus. Berger, Rosenholtz y Zelditch sugieren que la edad como función de estatus puede observarse entre los estudiantes universitarios. Los estudiantes más jóvenes, como los que están en su primer año en la universidad, son tratados como individuos de menor estatus y los estudiantes universitarios mayores son tratados como individuos de mayor estatus. Por lo tanto, teniendo en cuenta estos roles de estatus, se esperaría que los individuos más jóvenes (de bajo estatus) se conformaran con la mayoría mientras que los individuos de mayor edad (de alto estatus) se esperaría que no se conformaran
Los investigadores también han informado de una interacción del género y la edad en la conformidad. Eagly y Chrvala examinaron el papel de la edad (menos de 19 años frente a 19 años y más), el género y la vigilancia (anticipar respuestas que se compartirán con los miembros del grupo frente a no anticipar respuestas que se compartirán) en la conformidad con las opiniones del grupo. Descubrieron que, entre los participantes de 19 años o más, las mujeres se ajustaban más a las opiniones del grupo que los hombres cuando estaban bajo vigilancia (es decir, cuando preveían que sus respuestas serían compartidas con los miembros del grupo). Sin embargo, no hubo diferencias de género en la conformidad entre los participantes menores de 19 años y en condiciones de vigilancia. Tampoco hubo diferencias de género cuando los participantes no estaban bajo vigilancia. En un artículo de investigación posterior, Eagly sugiere que es más probable que las mujeres se conformen que los hombres debido a los roles de menor estatus de las mujeres en la sociedad. Sugiere que se espera que los individuos que se conforman desempeñen papeles más sumisos (es decir Conformarse) se espera de los individuos que tienen roles de bajo estatus. Aun así, los resultados de Eagly y Chrvala entran en conflicto con investigaciones anteriores que han encontrado mayores niveles de conformidad entre los individuos más jóvenes que entre los mayores.

### Tamaño del grupo
Aunque las presiones de conformidad generalmente aumentan a medida que aumenta el tamaño de la mayoría, El experimento de Asch en 1951 afirmó que aumentar el tamaño del grupo no tendrá ningún impacto adicional más allá de una mayoría de tamaño tres. El estudio de Brown y Byrne de 1997 describió una posible explicación de que la gente puede sospechar de la colusión cuando la mayoría supera los tres o cuatro. El estudio de Gerard de 1968 informó de una relación lineal entre el tamaño del grupo y la conformidad cuando el tamaño del grupo oscila entre dos y siete personas. Según el estudio de Latane de 1981, el número de la mayoría es un factor que influye en el grado de conformidad, y hay otros factores como la fuerza y la inmediatez.
Además, un estudio sugiere que los efectos del tamaño del grupo dependen del tipo de influencia social que opera. Esto significa que en situaciones en las que el grupo está claramente equivocado, la conformidad estará motivada por la influencia normativa; los participantes se conformarán para ser aceptados por el grupo. Un participante puede no sentir mucha presión para conformarse cuando la primera persona da una respuesta incorrecta. Sin embargo, la presión de conformidad aumentará a medida que cada miembro adicional del grupo dé la misma respuesta incorrecta.

### Factores situacionales
La investigación ha encontrado diferentes factores de grupo y de situación que afectan a la conformidad.  La responsabilidad aumenta la conformidad, si un individuo está tratando de ser aceptado por un grupo que tiene ciertas preferencias, entonces es más probable que los individuos se conformen para coincidir con el grupo. Asimismo, el atractivo de los miembros del grupo aumenta la conformidad. Si un individuo desea ser querido por el grupo, es cada vez más probable que se conforme.
La precisión también afecta a la conformidad, ya que cuanto más precisa y razonable sea la decisión de la mayoría, más probable será que el individuo se conforme. Como se ha mencionado anteriormente, el tamaño también afecta a la probabilidad de que los individuos se conformen. Cuanto mayor sea la mayoría, más probable será que un individuo se conforme con esa mayoría. Del mismo modo, cuanto menos ambigua sea la tarea o la decisión, más probable será que alguien se conforme con el grupo. Cuando las tareas son ambiguas la gente está menos presionada para conformarse. La dificultad de la tarea también aumenta la conformidad, pero la investigación ha encontrado que la conformidad aumenta cuando la tarea es difícil pero también importante.
Las investigaciones también han descubierto que, a medida que los individuos son más conscientes de que no están de acuerdo con la mayoría, se sienten más presionados y, por tanto, es más probable que se ajusten a las decisiones del grupo. Asimismo, cuando las respuestas deben hacerse cara a cara, los individuos se conforman cada vez más y, por tanto, la conformidad aumenta a medida que disminuye el anonimato de la respuesta en un grupo. La conformidad también aumenta cuando los individuos se han comprometido con el grupo que toma las decisiones.
También se ha demostrado que la conformidad está relacionada con la cohesión. La cohesión es la fuerza con la que los miembros de un grupo están vinculados entre sí, y se ha descubierto que la conformidad aumenta a medida que aumenta la cohesión del grupo. Asimismo, la conformidad también es mayor cuando los individuos están comprometidos y desean permanecer en el grupo.  El conformismo también es mayor cuando los individuos se encuentran en situaciones que implican pensamientos existenciales que causan ansiedad, en esta situación los individuos son más propensos a conformarse con las decisiones de la mayoría.

### Estímulos diferentes
En 1961 Stanley Milgram publicó un estudio en el que utilizaba el paradigma de conformidad de Asch utilizando tonos de audio en lugar de líneas; realizó su estudio en Noruega y Francia. Encontró niveles de conformidad sustancialmente más altos que los de Asch, con participantes conformes el 50% de las veces en Francia y el 62% de las veces en Noruega durante los ensayos críticos. Milgram también llevó a cabo el mismo experimento una vez más, pero dijo a los participantes que los resultados del estudio se aplicarían al diseño de las señales de seguridad de los aviones. Sus estimaciones de conformidad fueron del 56% en Noruega y del 46% en Francia, lo que sugiere que los individuos se conformaban ligeramente menos cuando la tarea estaba relacionada con un tema importante. El estudio de Stanley Milgram demostró que el estudio de Asch podía replicarse con otros estímulos, y que en el caso de los tonos, había un alto grado de conformidad.

### Correlatos neuronales
Se han encontrado evidencias de la implicación de la corteza frontal medial posterior (pMFC) en la conformidad, un área asociada a la memoria y la toma de decisiones. Por ejemplo, Klucharev et al. revelaron en su estudio que mediante el uso de la estimulación magnética transcraneal repetitiva en el pMFC, los participantes redujeron su tendencia a conformarse con el grupo, lo que sugiere un papel causal de la región cerebral en la conformidad social.
La neurociencia también ha demostrado cómo las personas desarrollan rápidamente valores similares para las cosas. Las opiniones de los demás cambian inmediatamente la respuesta de recompensa del cerebro en el estriado ventral al recibir o perder el objeto en cuestión, en proporción a lo susceptible que sea la persona a la influencia social. Tener opiniones similares a las de los demás también puede generar una respuesta de recompensa.
También se ha descubierto que la amígdala cerebral y el hipocampo se reclutan cuando los individuos participan en un experimento de manipulación social que implica la memoria a largo plazo. Además, se ha sugerido que varias otras áreas desempeñan un papel en la conformidad, incluyendo la insular, la unión temporoparietal, el estriado ventral, y la córtices cingulados.
Trabajos más recientes destaca el papel de la corteza orbitofrontal (OFC) en la conformidad no sólo en el momento de la influencia social, sino también más tarde, cuando se da a los participantes la oportunidad de conformarse seleccionando una acción. En particular, Charpentier et al. encontraron que el OFC refleja la exposición a la influencia social en un momento posterior, cuando se toma una decisión sin que la influencia social esté presente. La tendencia al conformismo también se ha observado en la estructura de la OFC, con un mayor volumen de materia gris en las personas altamente conformistas.